# Águas de Lindóia
Águas de Lindóia é um município brasileiro do estado de São Paulo, pertencente ao Circuito das Águas Paulista. Conhecido como a "Capital termal do Brasil", está na região administrativa de Campinas. Abrange uma área de 60,126 km², nos quais residem, segundo o Censo 2022, uma população de 17.930 habitantes.

## Estância hidromineral
Águas de Lindóia é um dos onze municípios paulistas considerados estâncias hidrominerais pelo estado de São Paulo, por cumprirem determinados requisitos definidos por Lei Estadual. Tal status garante a esses municípios uma verba maior por parte do Estado para a promoção do turismo regional. Também, o município adquire o direito de agregar, junto a seu nome, o título de estância hidromineral, termo pelo qual passa a ser designado tanto pelo expediente municipal oficial quanto pelas referências estaduais.

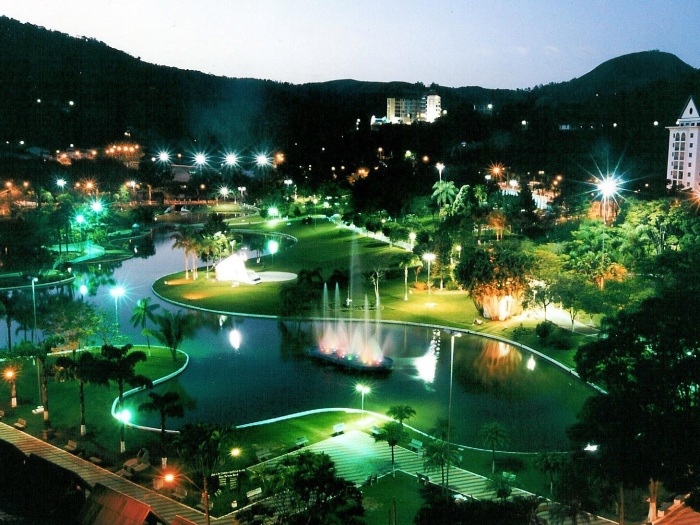
Praça Adhemar de Barros.

## História
A região de Águas de Lindóia teve como primeiros habitantes os indígenas caiapós e teriam sido eles os descobridores das propriedades curativas das águas termais locais.
Em 9 de agosto de 1728, Manoel de Castro, residente em Santos, recebeu uma sesmaria que abrangia os territórios dos atuais municípios de Lindóia e Águas de Lindóia, incluindo o local denominado “Águas Quentes”, onde se formaria a cidade de Águas de Lindóia. Já nessa época, os bandeirantes e tropeiros já sabiam das propriedades curativas das águas termais da região, na qual se fixaram, por causa delas, moradores de outras vilas, como Santos, Atibaia e Bragança.
Em 1900, a convite do padre italiano Carmelo d’Angelo, pároco de Socorro, vieram para o Brasil dois amigos e conterrâneos dele: o padre Henrique Tozzi, que assumiu o cargo de vigário de Lindóia, e o seu sobrinho, o médico Francisco Tozzi, que passou a clinicar na região.
Em 1909, o Padre Henrique Tozzi contou ao seu sobrinho médico sobre a cura de um eczema nas águas termais do local chamado “Águas Quentes” e Francisco constatou que essas águas tinham poderes curativos. No mesmo ano, o Dr. Tozzi adquiriu o sítio em que estava Águas Quentes, em cuja propriedade começou a construção, sob ordens do médico, das Termas de Lindóia (atual Águas de Lindóia), com balneários e toda a infraestrutura necessária para os operários.
As propriedades curativas das águas das Termas de Lindóia trouxeram para lá cada vez mais pessoas e propiciaram, a partir de 1916, o engarrafamento da água mineral.

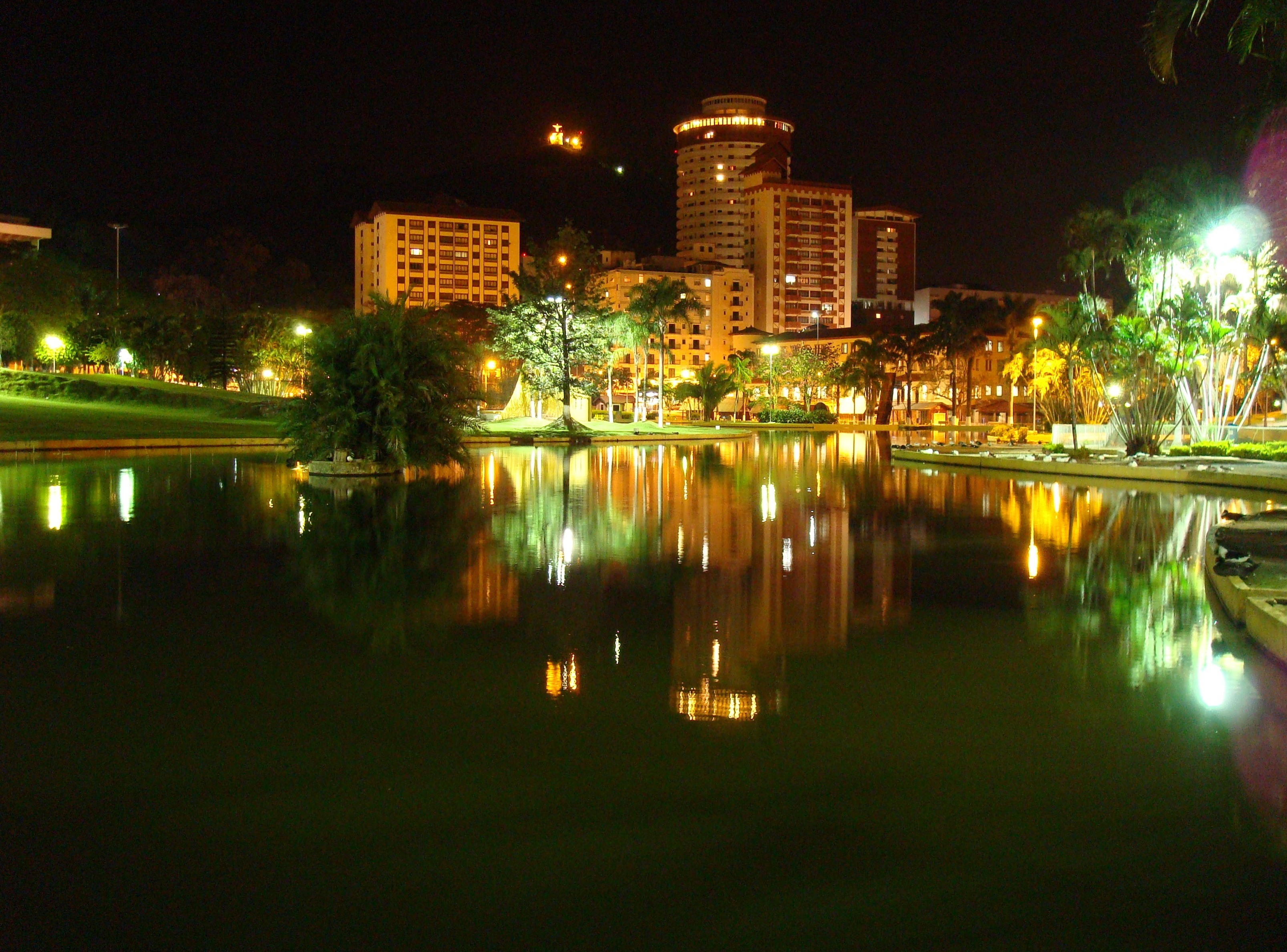
Fotografia noturna do lago em 2008. Ao fundo vista para os hotéis e o Cristo.

O Decreto nº 9.731 de 16 de novembro de 1938, criou o distrito de Termas de Lindóia, subordinado ao município de Lindóia. Posteriormente, em 1953, a sede do município de Lindóia foi transferida para as Termas de Lindóia e o município recebeu o nome de Águas de Lindóia, tendo Lindóia restaurando sua autonomia em 1965.
Em 1954, se iniciou a construção de um novo balneário em Águas de Lindóia, concluído em 1959, e, simultaneamente, foi feito um plano urbanístico para o município, com ruas asfaltadas, praças e jardins. Na década de 1960, o trabalho paisagístico de Burle Marx originou a Praça Adhemar de Barros.

## Geografia

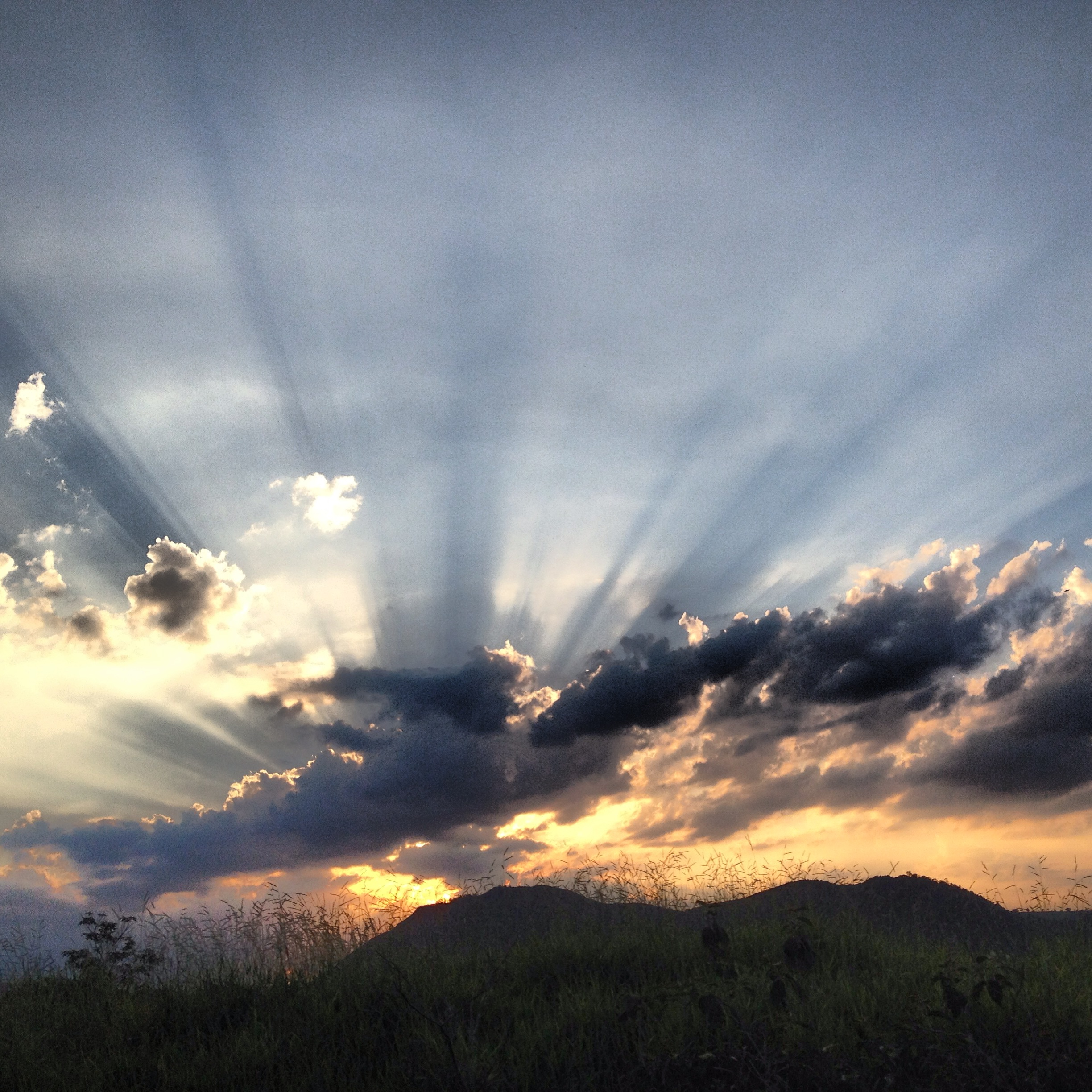
Morro Pelado.

A altitude média do município é de 945 metros, atingindo seu ponto mais alto no Morro Pelado, aos 1.400 metros de altura.
Por estas características, goza de um clima agradável, classificado como transição entre subtropical e tropical de altitude.

### Rodovias
A cidade é servida pelas rodovias:
- SP-360
- SP-147

## Demografia

### População
| Crescimento populacional                             | Crescimento populacional | Crescimento populacional | Crescimento populacional |
| Ano                                                  | População Total          |                          | %±                       |
| ---------------------------------------------------- | ------------------------ | ------------------------ | ------------------------ |
| 1958                                                 | 5 077                    |                          | —                        |
| 1960                                                 | 6 329                    |                          | 24,7%                    |
| 1970                                                 | 6 732                    |                          | 6,4%                     |
| 1980                                                 | 9 161                    |                          | 36,1%                    |
| 1991                                                 | 11 966                   |                          | 30,6%                    |
| 2000                                                 | 16 190                   |                          | 35,3%                    |
| 2010                                                 | 17 266                   |                          | 6,6%                     |
| 2022                                                 | 17 930                   |                          | 3,8%                     |
| Est. 2024                                            | 18 245                   | [ 13 ]                   | 1,8%                     |
| Fontes: Censos Demográficos IBGE e Estimativas SEADE |                          |                          |                          |

## Política e administração
- Prefeito: Geraldo Mantovani Filho (PSD) (2025-2028)
- Vice-prefeito: Henrique Aparecido Orrú de Souza (MDB) (2025-2028)
- Presidente da Câmara: Valmir Franco (MDB) (2025-2028)
- Vereadores: Amaria Geciani de Godoi (PSD), Claudio José Tescaroli (REPUBLICANOS), Jeconias Augusto de Lima (PSD), Marcos Rogério Nucci (PODEMOS), Paulo Rogério de Lima (MDB), Renan Felippin Sambo (REPUBLICANOS), Vagner Aparecido de Souza Godoy (MDB) e Vinícius de Moraes (PODEMOS)

## Infraestrutura

### Características urbanas
Apresenta 92,9% de domicílios com esgotamento sanitário adequado, 82,1% de domicílios urbanos em vias públicas com arborização e 73,3% de domicílios urbanos em vias públicas com urbanização adequada (presença de bueiro, calçada, pavimentação e meio-fio). Quando comparado com os outros municípios do estado, fica na posição 212 de 645, 474 de 645 e 9 de 645, respectivamente. Já quando comparado a outras cidades do Brasil, sua posição é 293 de 5570, 2241 de 5570 e 60 de 5570, respectivamente.(FONTE:IBGE)

### Comunicações
O sistema de telefones automáticos foi inaugurado na cidade em 1977 pela Telecomunicações de São Paulo (TELESP), que também implantou o sistema de discagem direta à distância (DDD) em 1978 com o código de área (0192). Anteriormente a cidade era atendida pela Companhia Telefônica Brasileira (CTB).
Na década de 90 o código DDD da cidade foi alterado para (019), para padronização do sistema telefônico com a telefonia celular que estava sendo implantada em todo o estado.

## Turismo

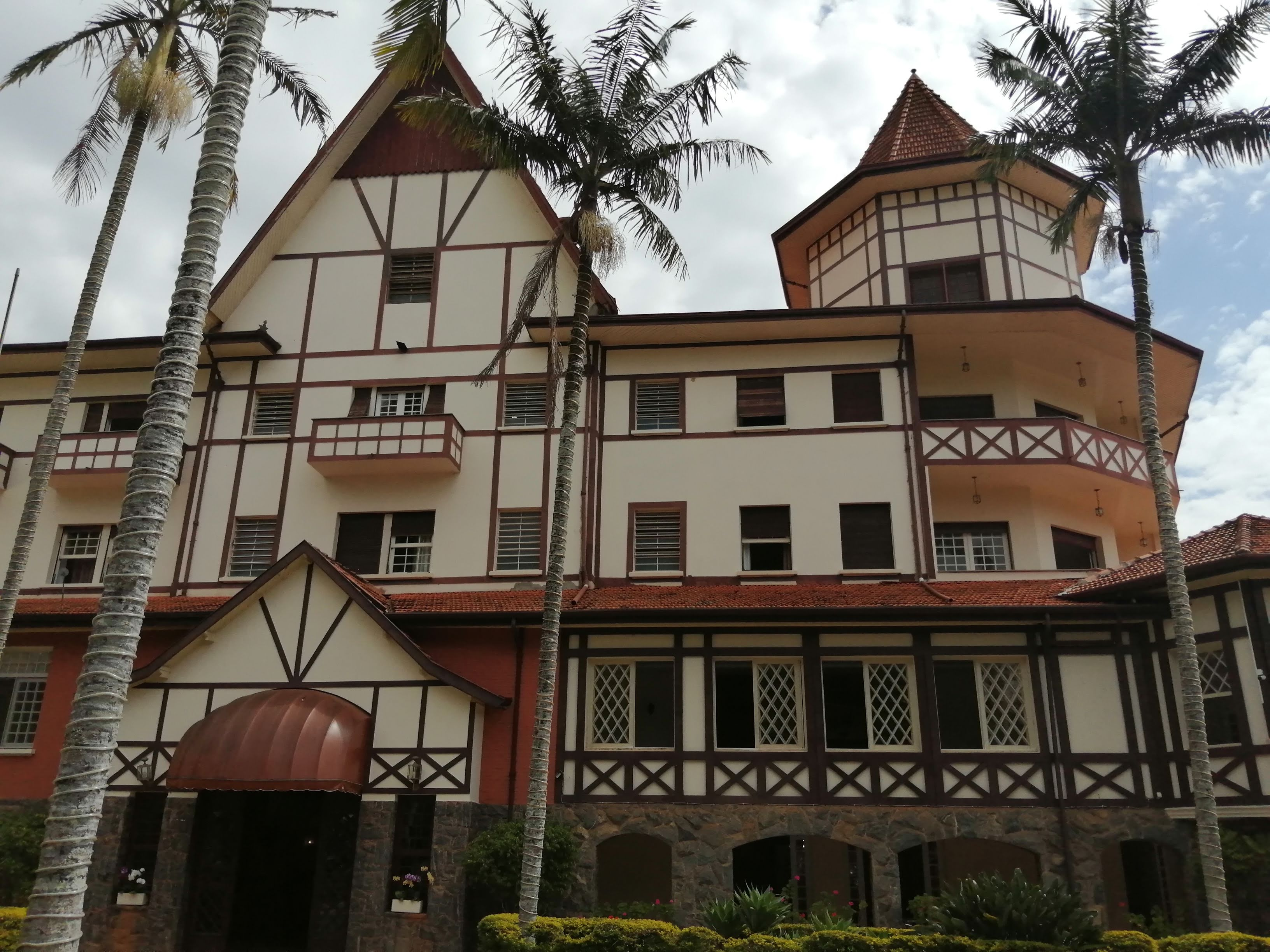
Hotel Glória - imóvel tombado pelo Conselho de Defesa do Patrimônio Histórico, Arqueológico, Artístico e Turístico do Estado - CONDEPHAAT.

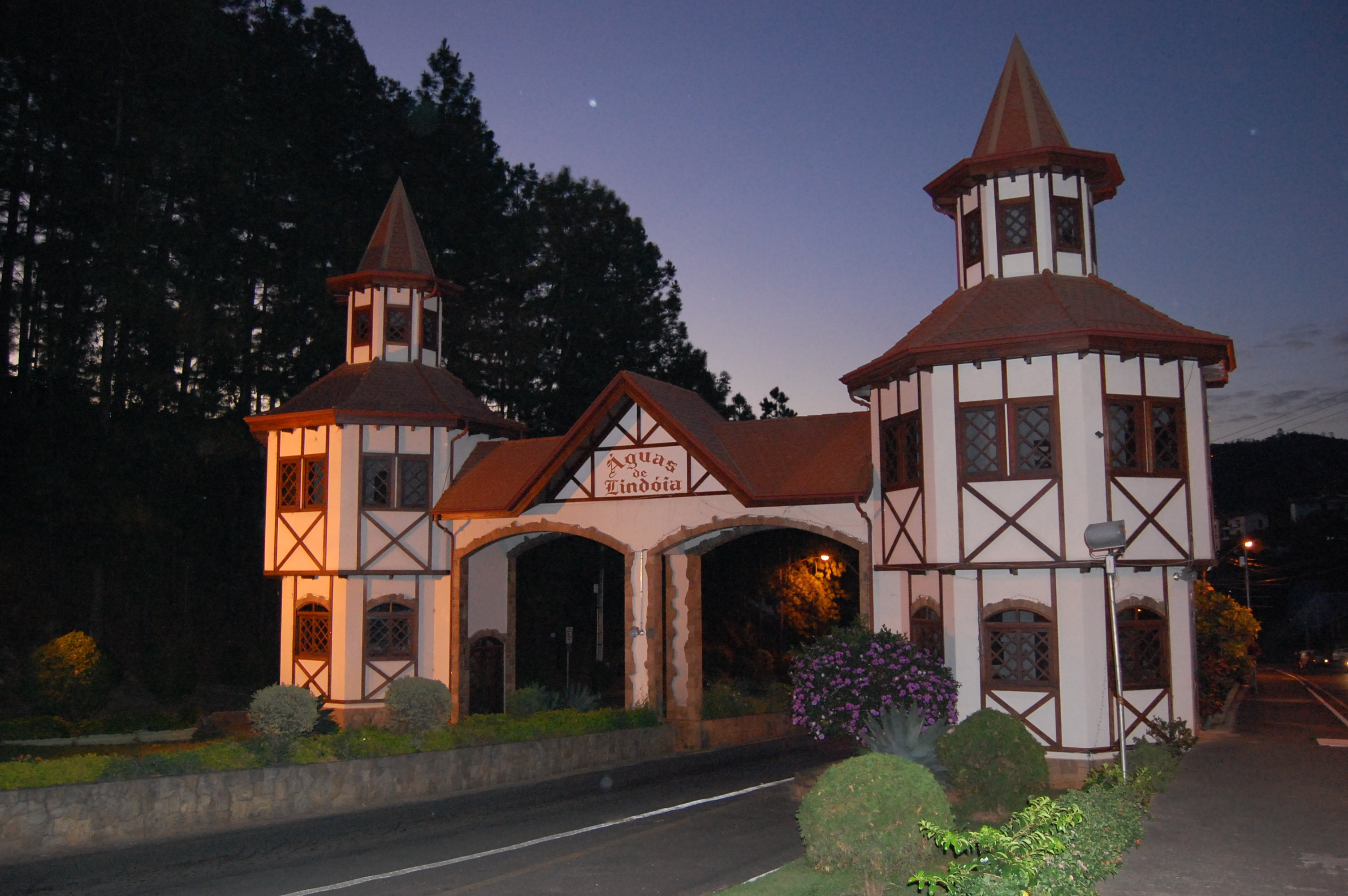
Portal de entrada da cidade.

### A visita de Madame Curie, Prêmio Nobel de Química
O trabalho do Dr. Tozzi atraíra a atenção de Marie Curie, Prêmio Nobel de Química, que realizava pesquisas na França sobre a radioatividade.
Madame Curie veio ao Brasil em 1926 e visitou as Termas de Lindóia. A radioatividade foi o tema das conversas, porque anos mais tarde descobriu-se que a água mineral de Águas de Lindóia atingia 3.179 maches na escala radioativa, contra 185 maches das famosas fontes de Jáchymov na República Tcheca e 155 maches das fontes de Bad Gastein, na Áustria.
A radioatividade natural da água é extremamente benéfica para o organismo, e Águas de Lindóia possui, comprovadamente, a água mineral de maior radioatividade em todo o planeta.

### Águas de Lindóia e a Missão Apolo 11
O Balneário Municipal exibe uma nota fiscal muito interessante, de número 20.218, emitida em 2 de abril de 1969, três meses e meio antes do homem chegar à Lua pela primeira vez a bordo da Apolo 11. Segundo este documento, foram embarcadas para o Cabo Canaveral, a pedido da NASA, 100 dúzias de garrafas com 500 ml contendo água mineral de Águas de Lindóia.
Algumas pessoas que trabalharam na empresa engarrafadora naquela época confirmam a história e acrescentam que a água enviada foi retirada da Fonte Santa Filomena, que ainda jorra no Balneário.
O site da NASA comprova que a cápsula Eagle, onde os astronautas Neil Armstrong, Buzz Aldrin e Michael Collins fizeram a viagem, possuía dois reservatórios para água, mas não especifica com qual água eles foram abastecidos. Os motivos que teriam levado a NASA a escolher a água mineral de Águas de Lindóia são a baixa acidez e rápida absorção pelo organismo.

### Pontos turísticos

#### Balneário Municipal

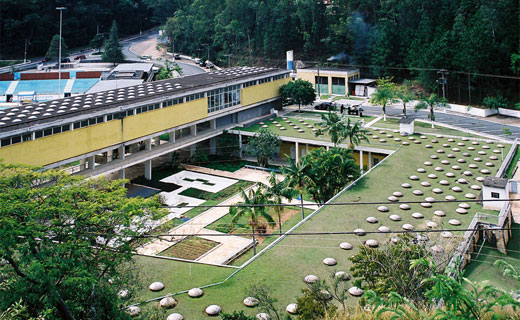
Balneário Municipal.

A verdadeira riqueza da cidade. Em 1926, Dr. Tozzi, conseguiu, através de sua influência, trazer para cá a renomada cientista Madame Curie, que, analisando as águas, constatou suas propriedades terapêuticas. Após o falecimento de Dr. Francisco Tozzi, seu genro, Dr. Vicente Rizzo, conseguiu do Governo do Estado a lei de criação da Estância Hidromineral de Lindóia.
Inaugurado dia 01 de novembro de 1959, o Balneário da Capital Termal do Brasil, hoje oferece mais do que serviços. Atualmente o Balneário Municipal de Águas de Lindóia trabalha não apenas com banhos para tratamentos de mazelas, mas também banhos relaxantes, hidratantes, massagens, drenagem linfática, ducha escocesa entre outros serviços.

#### Bosque Zequinha de Abreu
O bosque Zequinha de Abreu é o refúgio em meio a cidade pra fazer uma caminhada em meio às árvores e riachos, e ainda conhecer uma típica feirinha de artesanatos, doces e malhas locais.
O Bosque Zequinha de Abreu está localizado em frente ao Balneário, numa região convidativa para o descanso e o lazer. Entre as atrações do Bosque, os visitantes podem usufruir de uma alameda arborizada com riacho, da pista de caminhada sob as sombras das árvores e de uma feira de artesanato. A feira de artesanato é recheada de malhas e artigos de couro, e acontece aos domingos e feriados.

#### Praça Adhemar de Barros

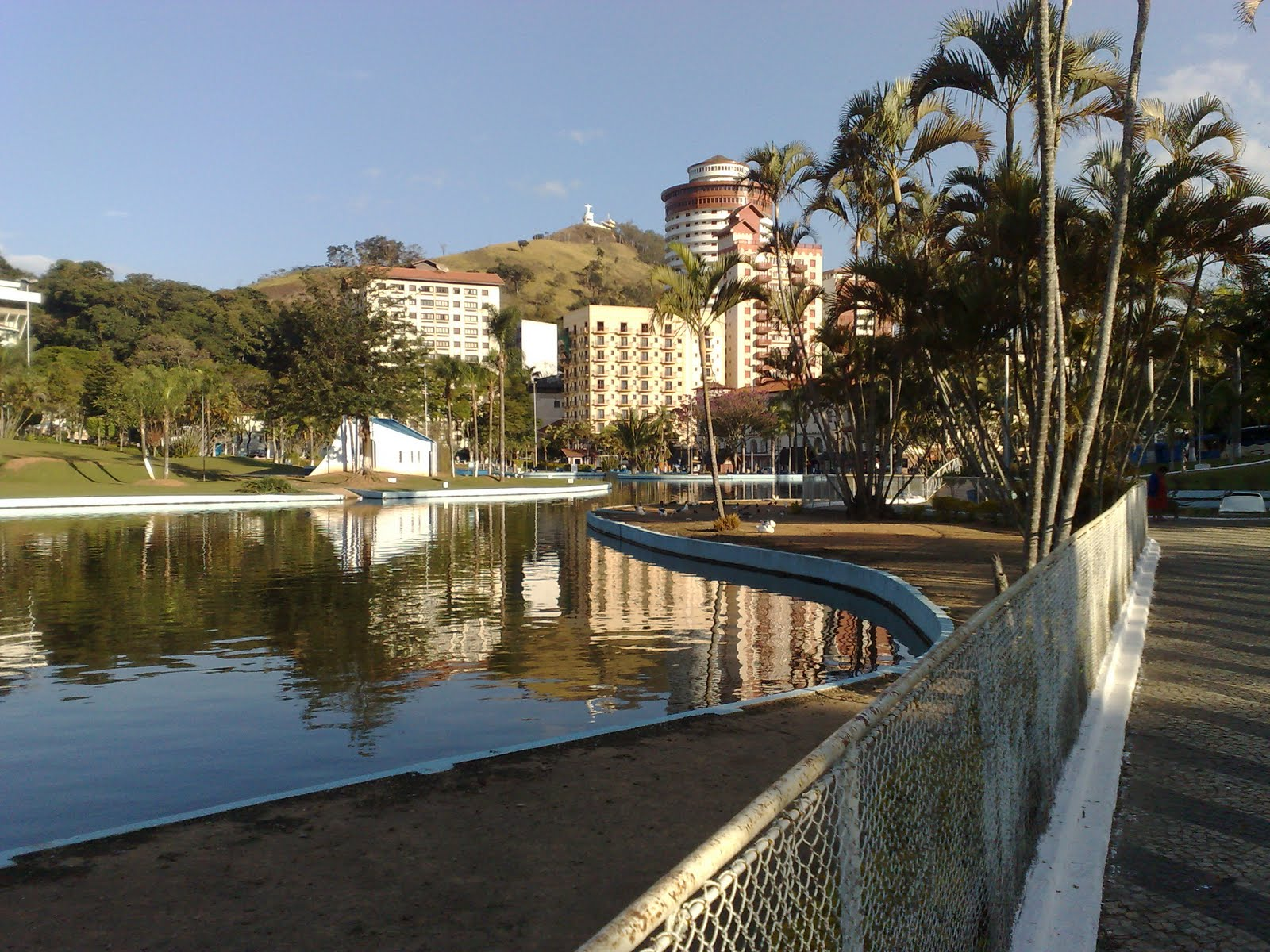
Praça Adhemar de Barros.

A Praça Adhemar de Barros é um dos principais pontos turísticos da cidade. Muito procurada por moradores e visitantes para caminhadas e passeios de charrete, trenzinho e bonde turístico, que levam até o Cristo.
Os jardins são muito bem cuidados, o lago oferece passeios de pedalinho e ainda dá um show todas as noites com sua fonte sonora e luminosa. Para as crianças, há os Carrinhos Coloridos.
Além disso, o letreiro da cidade também fica na praça e atrai os turistas que amam belas fotos. Aos finais de semana, feriados e na alta temporada, a praça também é palco para feiras de arte, artesanato e comidinhas.

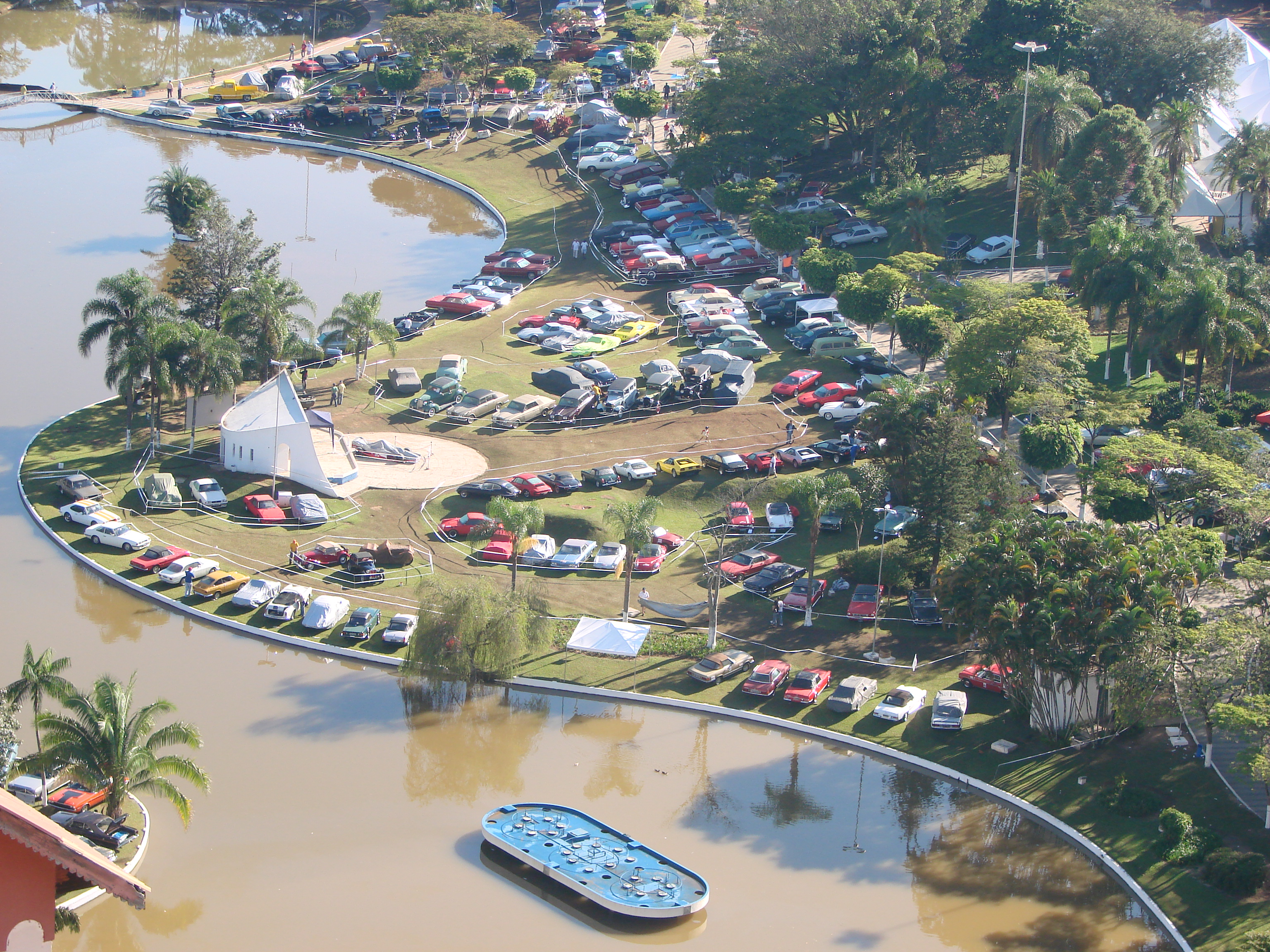
Exposição de carros antigos.

Na Concha Acústica, acontecem eventos como a concorrida Exposição de Carros Antigos e os festivais de Verão e de Inverno, atraindo ainda mais visitantes.
A praça foi projetada pelo Roberto Burle Marx, então a beleza é uma garantia para os visitantes.

#### Praça do Artesão
A Praça do Artesão conta com 40 espaços de vendas de artesanatos locais, em tecidos, madeiras, fibras e outros, sendo todos os artistas credenciados na Secretaria de Turismo e Cultura de Águas de Lindoia.

#### Rua São Paulo
A rua principal da cidade ganhou recentemente calçadas mais largas, com bancos e mesas para se tomar café, chopp e sorvetes, entre outros. A Rua São Paulo se tornou um Boulevard local, que conta com gelaterias, cafeterias, restaurantes e galerias comerciais de moda, artesanato, perfumaria e salões de beleza.

#### Represa Cavalinho Branco
A represa Cavalinho Branco é um dos cartões postais da nossa cidade. Nos arredores do lago, o local ficou muito conhecido para caminhadas, corrida e ciclismo.

#### Mirante do Cristo Redentor

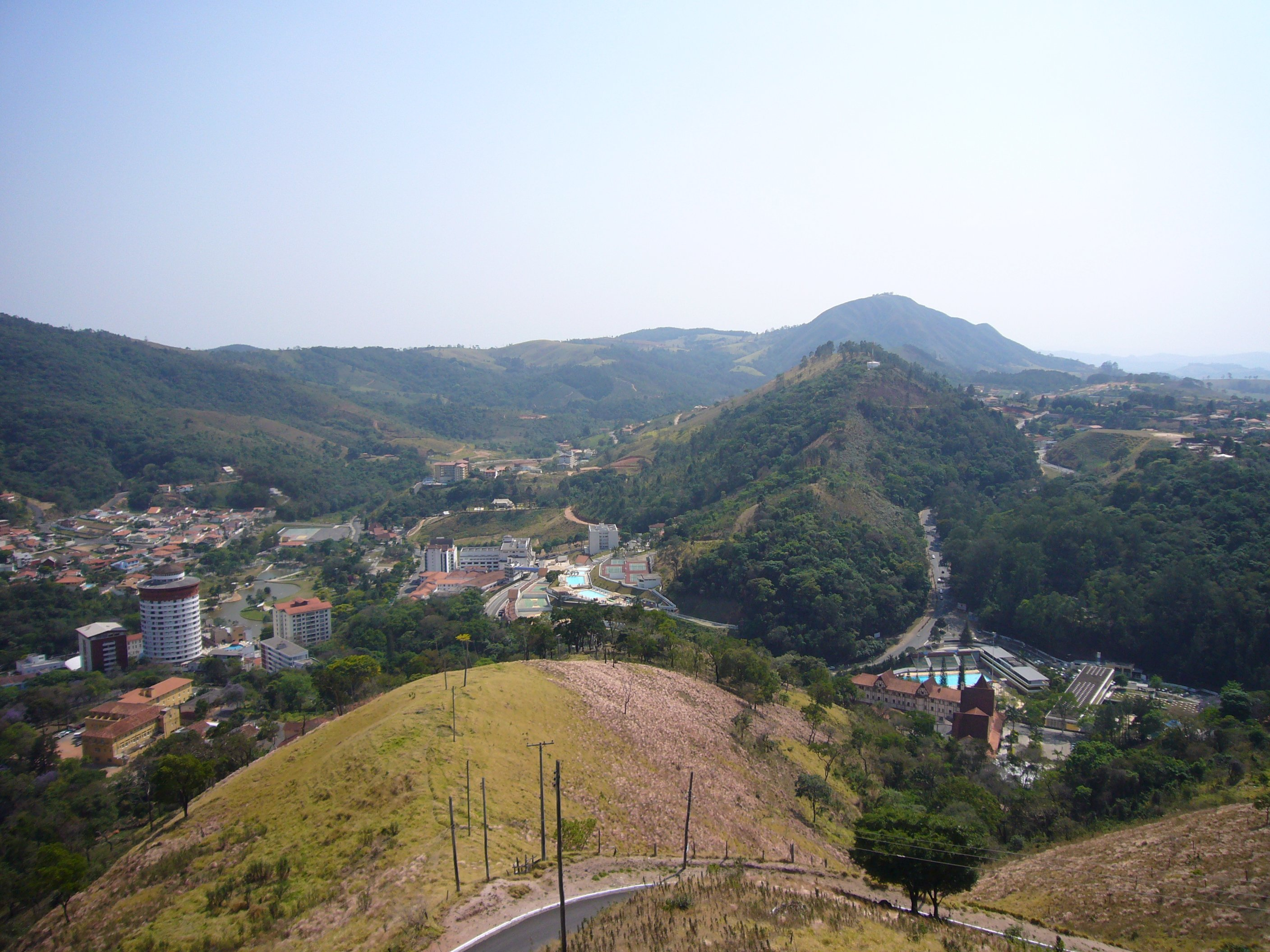
Vista da cidade do Mirante do Cristo.

A apenas 2 km do centro da cidade, o Cristo, que fica no Morro do Cruzeiro, oferece uma excelente visão panorâmica de toda a cidade, municípios vizinhos e Serra da Mantiqueira. O acesso pode ser feito por carro ou trenzinho turístico, que tem seu ponto de partida na Praça Adhemar de Barros.

#### Trilha Caminho do Silêncio
Rota de peregrinação que liga a Igreja Nossa Senhora das Graças ao Morro do Cruzeiro, local onde se encontra o Mirante do Cristo Redentor. A trilha é considerada de nível fácil e com 562 metros de percurso, a declividade varia entre 5 a 52% e a elevação varia de 935 a 1047 metros.

#### Morro Pelado

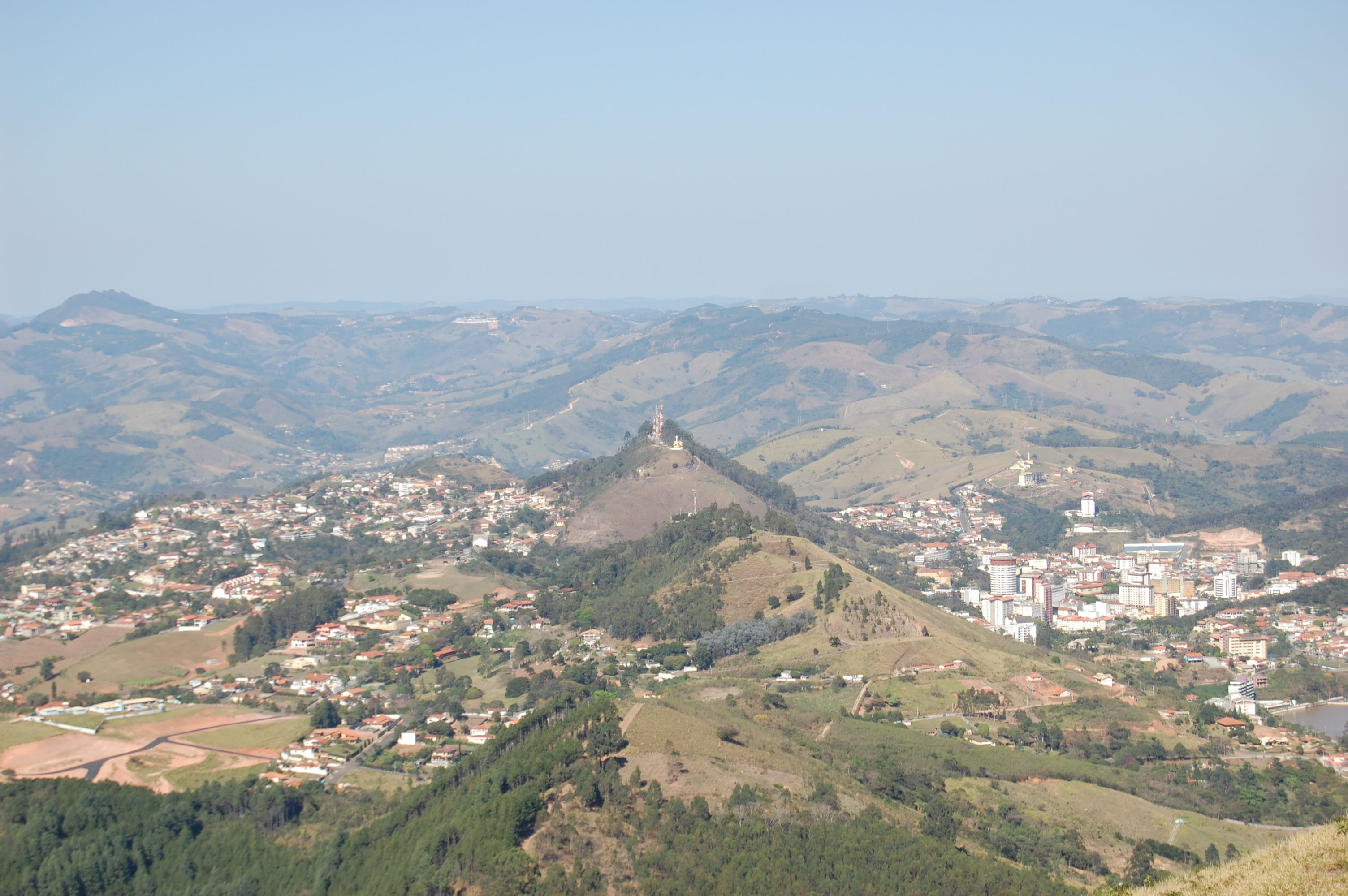
Vista da cidade do Morro Pelado.

O Morro Pelado é o ponto mais alto de Águas de Lindóia. Ele está na divisa dos Estados de São Paulo e Minas Gerais. Nele se contempla uma paisagem deslumbrante e um pôr do sol encantador.
O morro que se elevava da mata fechada, com uma curiosa fenda em uma de suas encostas, atraiu a atenção dos primeiros Bandeirantes que chegaram nos anos 1790 à região, hoje conhecida como Águas de Lindóia. Foi ele que indicou a localização de um tesouro para os antigos viajantes: as fontes milagrosas de água mineral da paulista Águas de Lindóia.

### Thermas Hot World
O Thermas Hot World, originalmente conhecido como Thermas Water Park, é um complexo turístico que surgiu em 1993 como um projeto ambicioso concebido pelo renomado arquiteto Oscar Niemeyer. O parque foi adquirido pela FN Group em 2017, passando a se chamar Thermas Hot World. Desde então, foram diversificadas suas operações em vários segmentos, incluindo lazer, entretenimento, turismo e hotelaria.
São atrações a Praia Cancún, a Área Kids com águas quentes até 34 ºC, o Adventure, com uma série de aventuras no alto das árvores, na montanha mais alta ou na tirolesa, o Bar Molhado com fonte de águas quentes e drinks exóticos, a Piscina da Baleia, que é a maior piscina do parque, com toboáguas que desafiam a gravidade, o Castelo Encantado que esconde segredos aquáticos e, por toda a extensão, escorregadores serpenteiam e toboáguas com águas puras e naturais.
Além disso possui o Ofurô Gigante com capacidade para até 20 pessoas, que é o maior ofurô do Brasil, o Espaço Malibu com mais de 3 mil metros que apresenta não apenas um vibrante bar molhado, mas também um palco para hidro dança em águas aconchegantes e revitalizantes, os Bangalôs Tulum, com vista privilegiada, acesso exclusivo, poltronas confortáveis, banheiro privativo, serviço de garçom, frigobar e segurança. Também possui o Baldão de Água dentro do espaço Baby and Kids onde a cada 2 minutos 1250 litros de água caem sobre os banhistas, e a Hamburgueria Gamer, com jogos e um menu caprichado de hambúrgueres.

## Religião
O Cristianismo se faz presente na cidade da seguinte forma:

### Igreja Católica

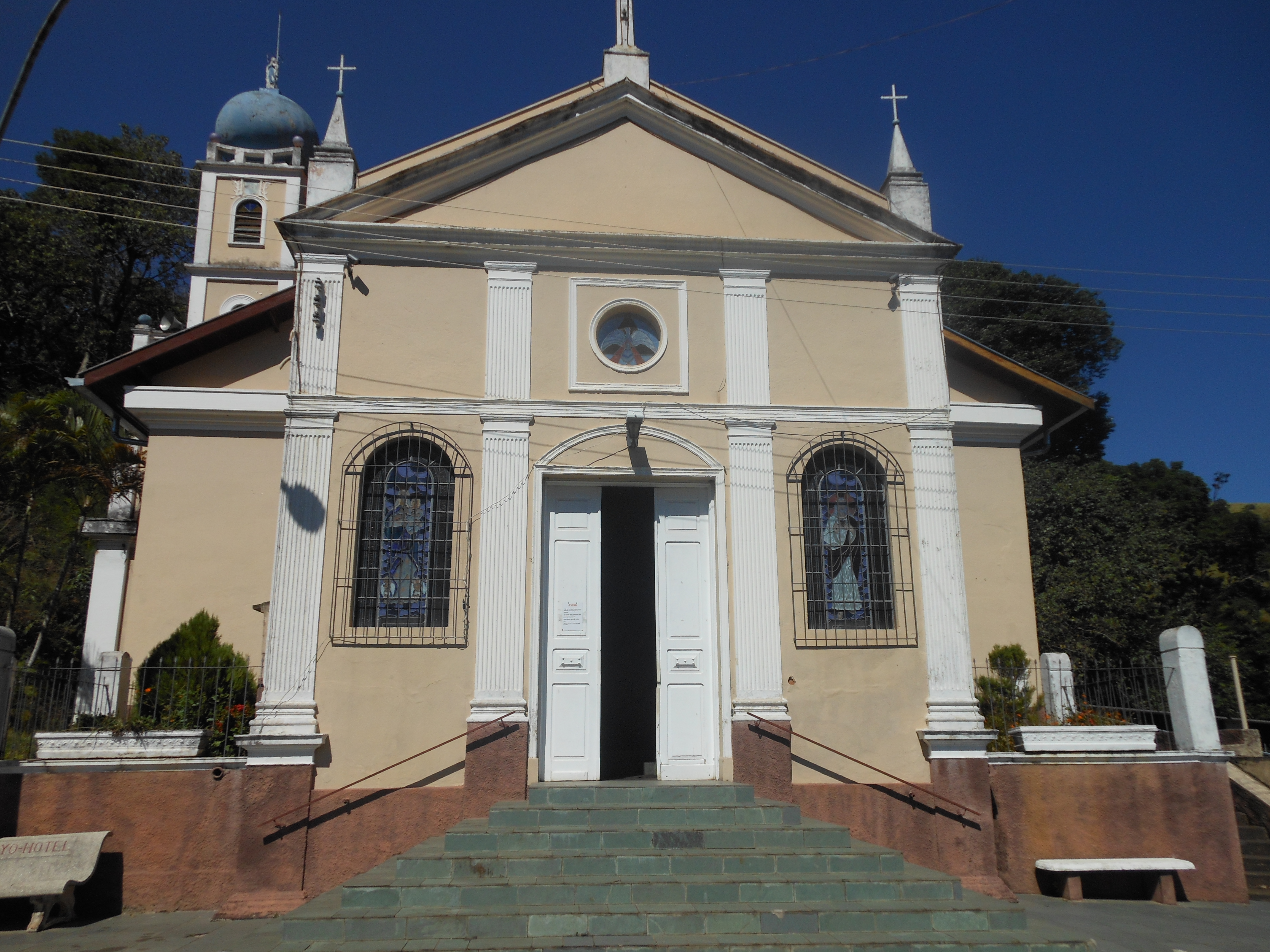
Matriz Velha.

O município pertence à Diocese de Amparo.
- Matriz Velha Nossa Senhora das Graças.
- Matriz Nova Cristo Rei.[37]

### Igrejas Evangélicas
O município possui diversas comunidades evangélicas, entre elas se destacam:
- Assembleia de Deus Ministérios do Belém e Madureira.[38][39]
- Congregação Cristã no Brasil.[40]
- Igreja Presbiteriana Independente do Brasil.[41]
- Igreja do Evangelho Quadrangular.[42]
- Igreja Batista.
- Igreja de Cristo Pentecostal Internacional.
- Igreja do Nazareno.
- Igreja Presbiteriana do Brasil.
- Igreja Amor e Vida.
- Igreja Assembleia de Deus Vida Nova, que compõe o COMLEAL (Conselho de Ministros e Líderes Evangélicos de Águas de Lindoia).

### Outras religiões

#### Espiritismo
Águas de Lindóia possui 5 Centros Espíritas. Dentre eles, podemos citar a Fraternidade Espiritualista de Libertação Interior, encabeçada pela conselheira espiritual Lígia Campos Palazzini há mais de 25 anos.